# Tadarida fulminans
Tadarida fulminans — вид кажанів родини молосових.

## Середовище проживання
Країни поширення: Демократична Республіка Конго, Кенія, Мадагаскар, Малаві, Руанда, ПАР, Танзанія, Замбія, Зімбабве. Висотний діапазон проживання варіюється приблизно від рівня моря до 2000 м над рівнем моря. Цей вид живе в сухих і вологих саванах (в тому числі саванових лісах)

## Стиль життя
Колонії цього виду можуть складатися з кількох десятків осіб. 